# Mount Kalourat
Der Kalourat ist ein 1435 m hoher Berg der Salomon-Inseln. Er liegt auf der Insel Malaita im unabhängigen Inselstaat der Salomonen im südwestlichen Pazifischen Ozean. 

## Geographie
Der Kalourat hat eine Höhe von 1435 Metern. (Peakbagger: 1303 m) Er ist der Höchste Berg auf der Insel Malaita.